# 权力意志
權力意志（德語：Wille zur Macht），德國哲學家尼采提出的一種哲學概念，作為他用來進行價值判斷的依據。
權力意志是尼采在經過價值重估後提出來作為他的價值準則，權力意志是種最基本的驅力，曾被他用來解釋物理上的變化、動植物的生長、繁殖、擴張等等，乃至於人類的心理、文化的現象。尼采認為這些背後都是由權力意志所推動的。

## 译文
劉昌元建議譯為力量意志，陳鼓應則建議譯為衝創意志，葉啟政認為應譯為權能意志。